# Tomaso Perassi
Tomaso Perassi (Intra, 25 settembre 1886 – Milano, 3 novembre 1960) è stato un giurista e politico italiano, presidente dell'Alta Corte per la Regione Siciliana e giudice costituzionale dal 1955 al 1960 nonché vicepresidente dal 1957.

## Biografia
Originario di Zoverallo, nel 1909 si è laureato in Giurisprudenza all'Università degli Studi di Pavia con il massimo dei voti discutendo la tesi "Confederazione di stati e stato federale".
Nel 1914 è diventato professore di Istituzioni di diritto pubblico e di diritto internazionale presso l'Istituto Superiore di Commercio di Bari, nel 1921 si è trasferito alla Facoltà di Scienze economiche e commerciali di Napoli e nel 1928 all'Istituto Superiore di Scienze economiche e commerciali dell'Università degli Studi di Roma "La Sapienza".

Nel 1937 è diventato professore di Diritto internazionale nella Facoltà di Giurisprudenza dello stesso ateneo.
Come consulente del Ministro degli affari esteri dal 1931 al 1936 ha fatto parte della delegazione italiana presso la Società delle Nazioni e dal 1944 è stato segretario generale del contenzioso diplomatico.
Nel 1946 è stato eletto per il Partito Repubblicano Italiano deputato all'Assemblea Costituente nella quale è stato:
- segretario della Giunta per il regolamento interno;
- segretario della Commissione per la Costituzione (Commissione dei 75) e della seconda sottocommissione che si è occupata dell'"Organizzazione costituzionale dello Stato";
- membro del Comitato di redazione;
- membro della sottocommissione per l'esame del disegno di legge sulla stampa.

Inoltre è stato presidente della sottocommissione che si è occupata dell'ordinamento delle regioni a statuto speciale.
Nell'ambito dei lavori della seconda sottocommissione, presentò il 4 settembre 1946 il celebre ordine del giorno che reca il suo nome. Esso esprimeva l'opzione per una forma di Governo parlamentare, da realizzarsi tuttavia tramite una serie di presidi volti ad evitare le degenerazioni del parlamentarismo.
Nel 1952 è stato nominato presidente dell'Alta Corte per la Regione Siciliana.
È stato chiamato a far parte della prima Corte costituzionale dal Presidente della Repubblica Giovanni Gronchi il 3 dicembre 1955 e ha giurato, insieme agli altri giudici, il 15 dicembre 1955.

È stato nominato vicepresidente della Corte il 6 aprile 1957 dal neoeletto presidente Gaetano Azzariti. È rimasto in carica fino al 3 novembre 1960, data della morte.
Fu membro della Massoneria.

## Pubblicazioni
- Le attuali istituzioni e la bancarotta del parlamentarismo, Pavia, Officina d'Arti Grafiche, 1907.[12]
- Introduzione alle scienze giuridiche, Napoli, Majo Editore, 1922.
- L'ordinamento delle Nazioni Unite, Padova, CEDAM, 1950.
- Lezioni di diritto internazionale, Padova, CEDAM, 1950.
- La Costituzione e l'ordinamento internazionale, Milano, Giuffrè Editore, 1952.
- Scritti giuridici, Milano, Giuffrè Editore, 1958.